# Reykjavík-Rotterdam
Reykjavík-Rotterdam is een IJslandse - Nederlandse film uit 2008. De film was de IJslandse inzending voor de Oscars. De Nederlandse première was op het International Film Festival Rotterdam 2010. Hoofdrolspeler Baltasar Kormákur regisseerde de Amerikaanse remake Contraband.

## Verhaal
Kristófer is veroordeeld voor de smokkel van alcohol en is ontevreden met zijn baan als beveiliger. Geldproblemen doen hem besluiten voor de laatste keer een lading alcohol van Rotterdam naar Reykjavik te smokkelen. Als blijkt dat een collega extacypillen smokkelt leidt dit tot spanningen, wantrouwen en verraad. Terwijl Kristófer op zee zit, wordt zijn vrouw bedreigd door gangsters.

## Rolverdeling
- Baltasar Kormákur: Kristófer
- Ingvar Eggert Sigurðsson: Steingrímur
- Lilja Nótt Þórarinsdóttir: Íris
- Þröstur Leó Gunnarsson: Jensen
- Victor Löw: Hoogland
- Ólafur Darri Ólafsson: Elvar
- Jörundur Ragnarsson: Arnór